# Grigol de Kakhétie
Pour les articles homonymes, voir Grigol.
Grigol de Kakhétie (en géorgien : გრიგოლი) est un prince de Kakhétie de 787 à 827.

## Biographie
Grigol ou Grégoire est un simple ersithaw de Kakhétie. Il met à profit l’affaiblissement de l’influence sur l’Ibérie du prince Djouanscher Ier de Kakhétie qui doit faire face aux invasions des Khazars et à la sécession de Léon II en Abkhazie pour usurper l’autorité sur la Kakhétie et le Gardahan en 787.
Il n’ose toutefois pas s’emparer du titre de prince et se proclame « Korikoz » ou « Chorévêque ».
Après la mort de Djouansher, il doit faire face au prince bagratide Achot Ier d'Ibérie. Malgré son alliance avec l’émir musulman de Tiflis Ismaïl ibn Chouab, Grigol est vaincu et ne conserve que le territoire du défilé de la rivière Ksan dans l’actuelle région de Kartlie intérieure.
Grigol meurt  en 827 après un règne que la Chronique géorgienne limite à 37 ans, et les Gardabaniens élisent pour le remplacer Vatché Kvabulidzé.